# 파이 계수
파이 계수(pi係數)는 통계학에서 두 변인이 모두 질적으로 양분될수있는 경우에 적용되는 상관 계수이다.

## 같이 보기
- 카파 상관계수
- 점 양분 상관계수